# The Unholy Three (pel·lícula de 1930)
 The Unholy Three és una pel·lícula estatunidenca dirigida per Jack Conway, estrenada el 1930.

## Argument
El ventríloc Eco(Lon Chaney), el colós Hèrcules (Ivan Linow) i el nan Tweedledee formen el 'Club dels tres', una banda de lladres de joies. Tenen com a cobertura una botiga de venda d'ocells, regentada per Eco transvestit d'àvia. Tweedledee (Harry Earles) es fa passar per un nen. Remake de la pel·lícula de Tod Browning amb el mateix títol (1925) i primera i única pel·lícula parlada de Lon Chaney. Es tracta d'un remake del clàssic de Tod Browning (The Unholy Three), rodada el 1925 amb, ja, Lon Chaney i Harry Earles com intèrprets. El paper d'Hercules, aquí correspon a Ivan Linow, era interpretat per Victor Mclaglen. Va ser el darrer film de Lon Chaney i el seu únic parlat.

## Repartiment
- Lon Chaney: Professor Echo / Mrs. 'Àvia' O'Grady
- Lila Lee: Rosie O'Grady
- Elliott Nugent: Hector McDonald
- Harry Earles: Midget, també conegut com a Tweedledee
- John Miljan: Advocat fiscal
- Ivan Linow: Hercules
- Clarence Burton: detectiu Regan
- Crauford Kent: Advocat de la defensa
- Joseph W Girard: El jutge